# Fondation Lenval
Pour les articles homonymes, voir Lenval.
La fondation Lenval est une fondation reconnue d'utilité publique qui assure la gestion d'un hôpital pour enfants et de plusieurs établissements sociaux et médico-sociaux à Nice. Fondée en 1888 sous l'impulsion de l'industriel et philanthrope polonais Leon Loewenstein, elle se développe par la suite grâce aux dons de différents bienfaiteurs. La structure principale de la fondation, l'hôpital Lenval, accueille aujourd'hui l'ensemble des services pédiatriques publics de l'agglomération niçoise. Le bâtiment abrite également la polyclinique Santa Maria.

## Historique
La fondation est créée par le baron Leon Władysław Loewenstein de Lenval, un industriel polonais qui vit à Bruxelles et à Nice. En 1884, après la mort de son fils Mieczysław âgé de onze ans dans la villa Stirbey à Nice, il décide de consacrer 150 000 francs-or à la création d'un hôpital pour enfants à Nice. L'hôpital, appelé alors « Hospice Lenval », est inauguré le 22 mars 1888 sur la promenade des Anglais et compte deux lits. Le service infirmier est assuré par les Sœurs de Saint Vincent de Paul et les médecins sont bénévoles. Le 8 mai 1893, la fondation est reconnue d'utilité publique par décret du président Sadi Carnot. Jusqu’à la fin de leur vie en 1900, les Lenval ont sponsorisé  cet hôpital. Les dons des Niçois et des Polonais qui habitent la ville permettent à l'établissement de fonctionner.
En 1911, un legs de la veuve du banquier Henri Germain permet à la fondation d'ouvrir un établissement pour enfants convalescents dans le quartier de Saint-Antoine-de-Ginestière. Elle inaugure également le centre Costanzo dans le quartier du port, qui permet aux enfants de cette partie de la ville de bénéficier de consultations médicales.
Lors de la Première Guerre mondiale, l'hospice Lenval est utilisé pour soigner environ 3 000 soldats français blessés. Peu après, la construction d'un deuxième bâtiment, le pavillon Dauprat, s'achève. Il est bientôt suivi d'un troisième en 1930, la pavillon Corniglion Molinier, consacré aux nouveau-nés, et d'un quatrième en 1955, le pavillon Maurice Gilles. 
La fondation crée par la suite plusieurs établissements sociaux. En 1977, elle ouvre une pouponnière destinée à recueillir les enfants en bas âges abandonnés ou retirés à leur famille. En 1977, elle crée l'institut Les Chanterelles à Saint-Antoine-de-Ginestière, responsable des enfants atteints de surdité. En 1986, dans le même quartier, elle fonde l'institut Henri Germain, qui héberge des enfants polyhandicapés.  
En 1989, la fondation lance la reconstruction des bâtiments abritant l'hôpital Lenval. Menée en plusieurs phases successives, cette opération s'achève en 2008 avec la destruction du dernier bâtiment historique, le pavillon Dauprat, et son remplacement par un nouvel immeuble. L'agrandissement des locaux qui s'ensuivit permet à l'hôpital d'accueillir en son sein, à partir de 1999, la polyclinique Santa Maria. 
Le 3 août 2010, à la suite d'un accord entre les deux structures, l'ensemble des services de pédiatrie du CHU de Nice et de la fondation Lenval sont regroupés à l'hôpital Lenval. Il est créé à cette occasion un groupement de coopération sanitaire appelé « Hôpitaux pédiatriques de Nice CHU-Lenval ». L'ambition est de créer à terme un centre de la femme, de la mère et de l'enfant.

## Activités
L'hôpital Lenval, depuis sa reconstruction, dispose de trois bâtiments d'une surface totale de 30 000 m2. Un parking de 300 places est construit au sous-sol et une hélistation est aménagée sur le toit de l'aile est. L'établissement assure l'ensemble des activités pédiatriques : la médecine, les urgences, la réanimation, la chirurgie et la psychiatrie. À la suite du regroupement avec le CHU de Nice, la structure traite chaque année environ 150 000 consultations et 55 000 admissions aux urgences. Prochainement, lorsque les locaux le permettront, devraient être transférés la maternité, la médecine néonatale et le service de d'hémato-cancérologie pédiatrique du CHU.

## Organisation
La fondation Lenval est sous la responsabilité d'un conseil d'administration composé de douze membres élus pour neuf ans et renouvelés par tiers tous les trois ans. Trois d'entre eux sont nommés par le préfet des Alpes-Maritimes. En 2024, le directeur général de la fondation est Ronan Dubois. Le budget de fonctionnement de la structure regroupant les activités pédiatriques de la fondation et celles du CHU de Nice s'élève à 60 millions d'euros. 

## Polyclinique Santa Maria
Créée dans les années 1920, la clinique Santa Maria est à l'origine destinée à accueillir les réfugiés russes qui ont fui le régime communiste. Elle est d'ailleurs située à cette époque face à la cathédrale orthodoxe russe Saint-Nicolas de Nice. Peu avant la Seconde Guerre mondiale, elle devient une maternité, mais élargit plus tard ses champs d'action. À la suite de la modernisation et de l'agrandissement de l'hôpital Lenval au cours des années 1990, la clinique se rapproche de la fondation Lenval en 1995 et s'installe dans ses locaux, promenade des Anglais, en 1999. Le secteur obstétrical de la clinique dispose de cinq salles de travail dont trois offrant une vue sur la mer, de trois postes de pré-travail, d'un bloc opératoire pour les césariennes et d'une salle de soins néo-natals. Le bloc opératoire est constitué notamment de quatre salles d'opérations polyvalentes, d'une salle d'opération pour les césariennes d'urgence, d'une salle d'opération de chirurgie esthétique et de deux salles d'endoscopie digestive.

En 2008, la polyclinique attire l'attention des médias avec l'accouchement de l'actrice américaine Angelina Jolie,,. Prise en charge par l'établissement, elle donne naissance le 12 juillet 2008 à des jumeaux dont le père est l'acteur Brad Pitt. À cette occasion, de nombreux journalistes et photographes sont positionnés autour du bâtiment durant plusieurs jours.

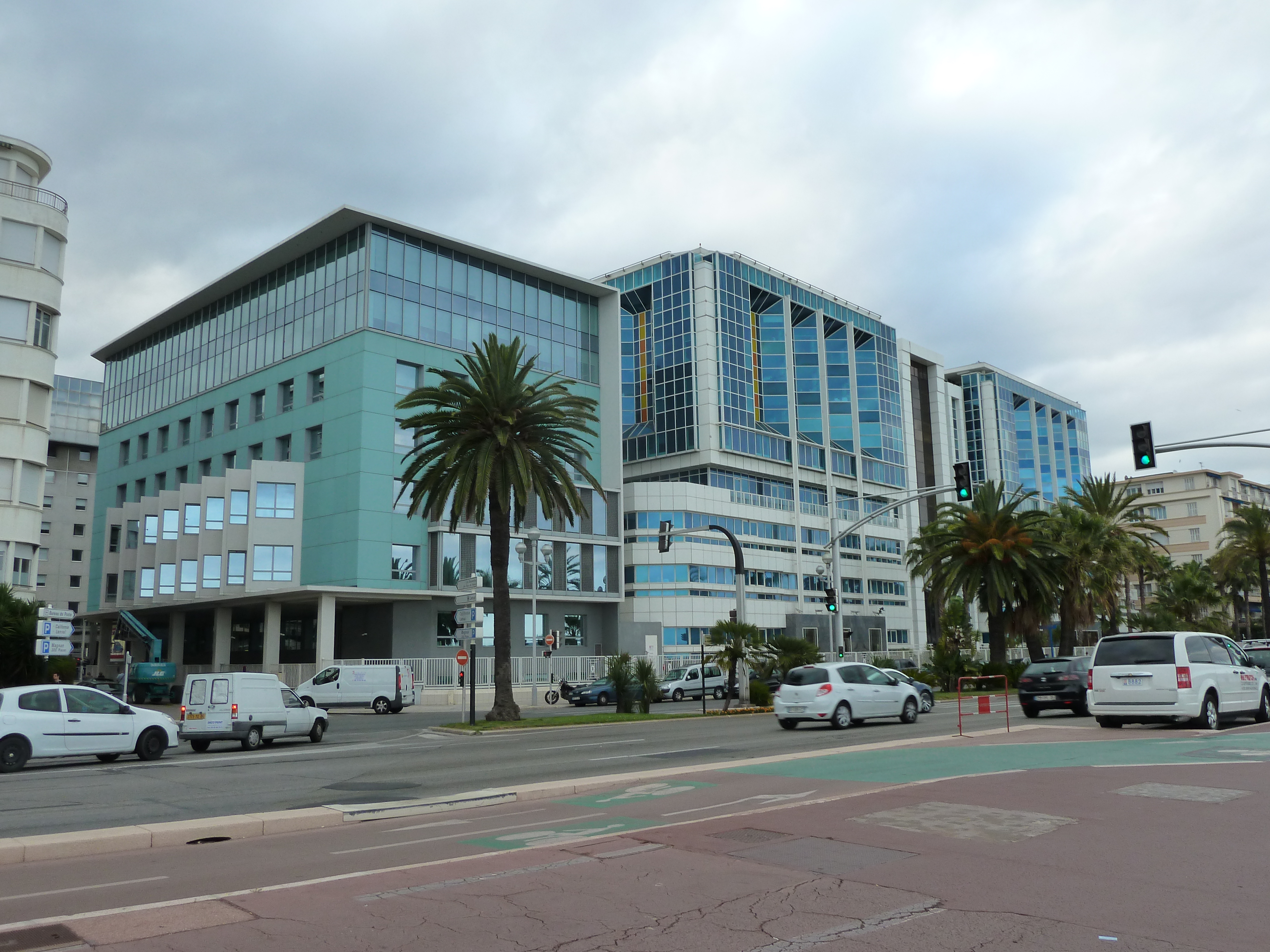
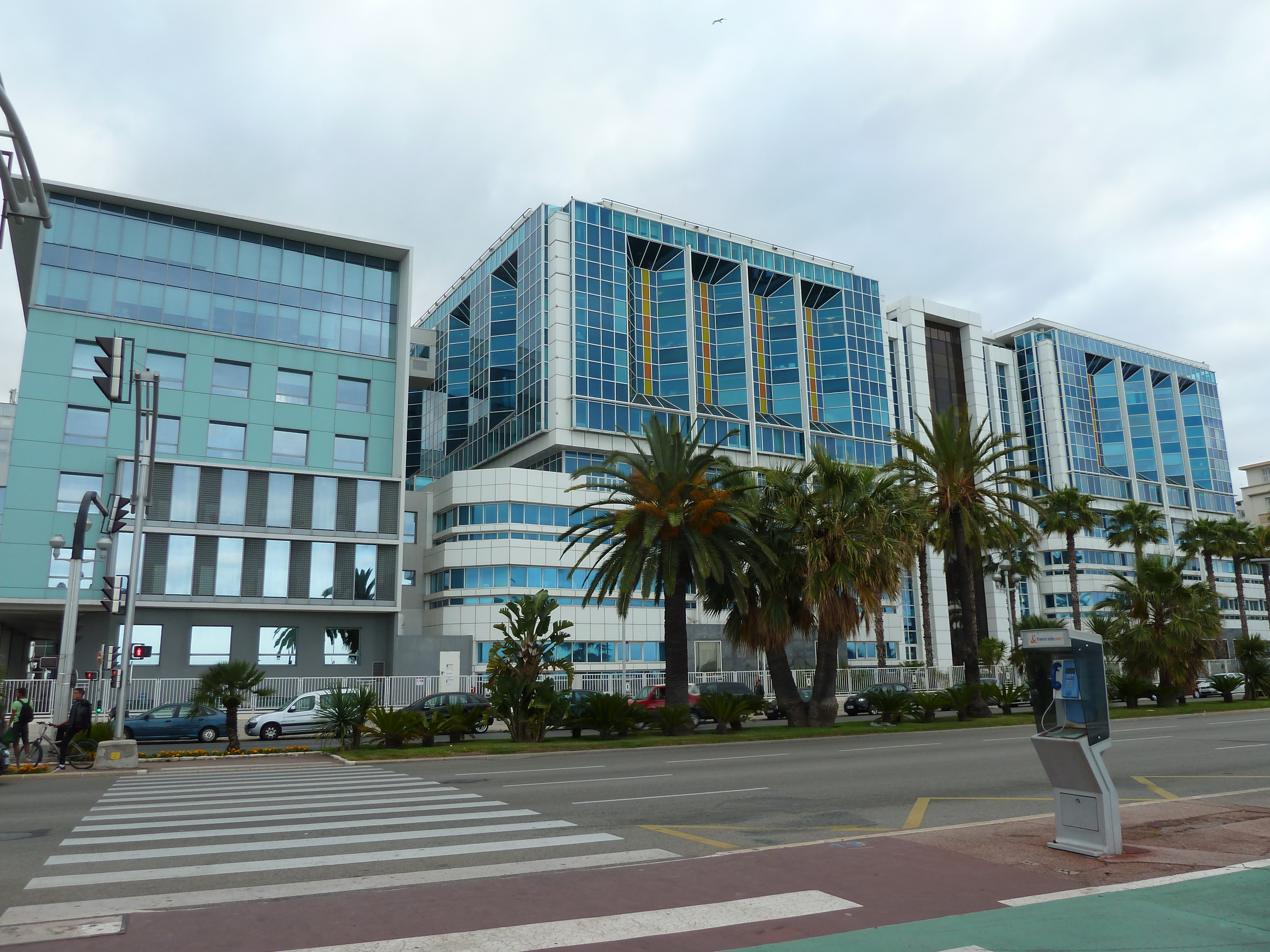
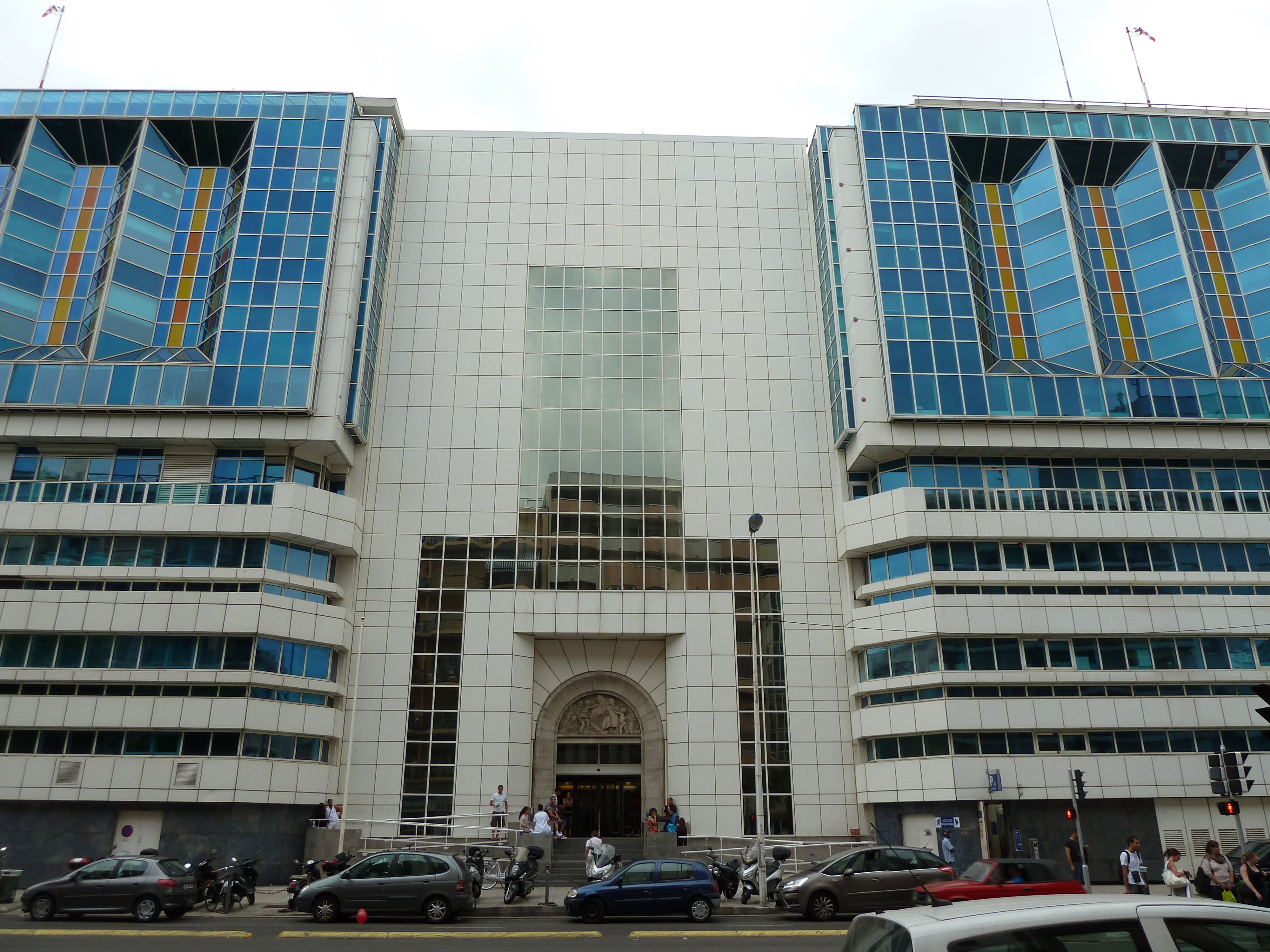
La façade donnant sur l'avenue de la Californie avec l'entrée de l'hôpital.
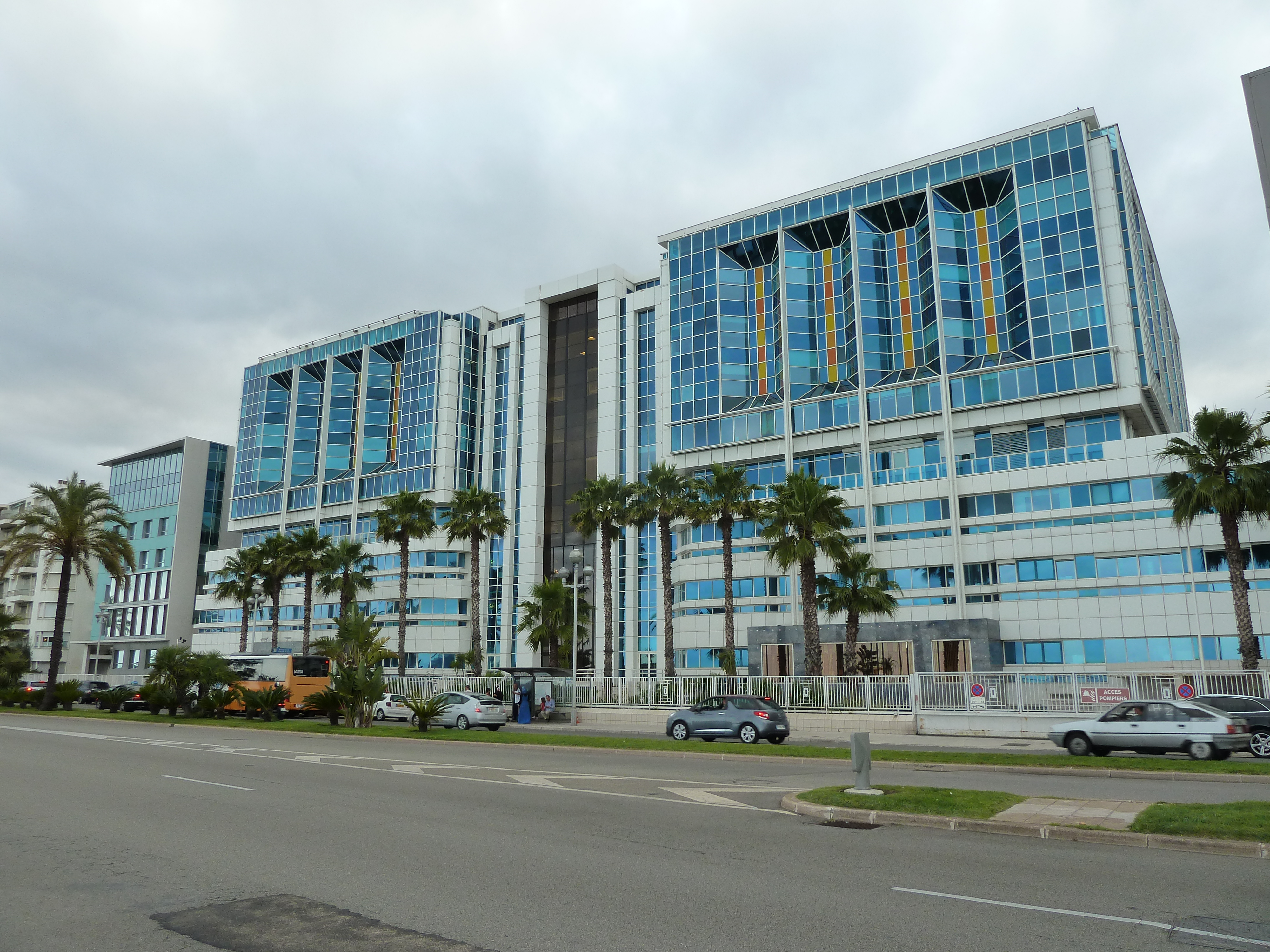
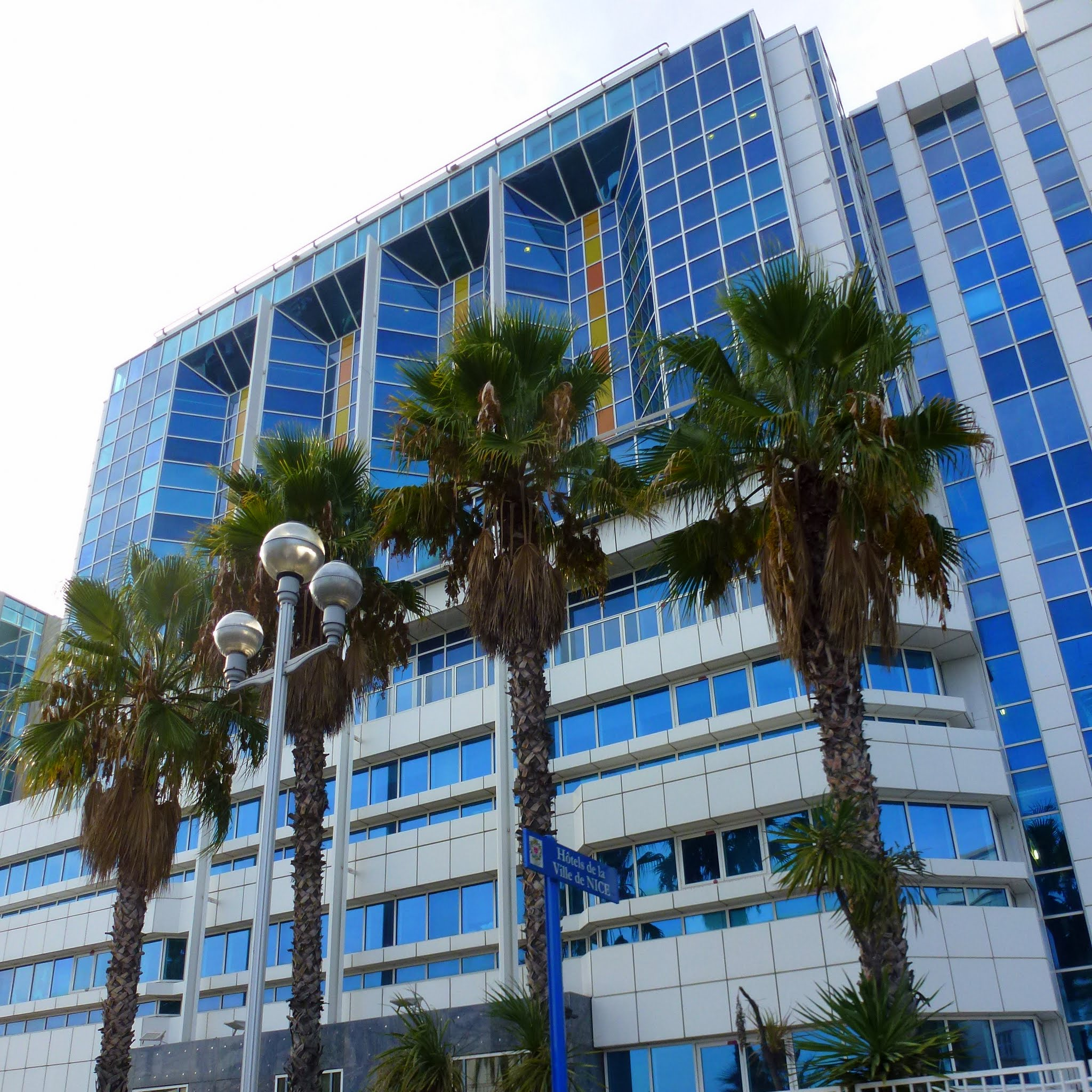